# Francis Ambrière
Francis Ambrière (n. 27 septembrie 1907, Paris, Île-de-France, Franța – d. 2 iulie 1998, Le Touquet-Paris-Plage, Nord-Pas-de-Calais, Franța) a fost un scriitor francez care a câștigat Premiul Goncourt în 1940. Din cauza celui de-al Doilea Război Mondial premiul i-a fost acordat în 1946.

## Biografie
Francis Ambriere a fost recunoscut pentru romanul său Les Grandes Vacances, care relatează viața prizonierilor de război francezi din 1940. Este, de asemenea, autorul mai multor Guides bleus, de exemplu despre Paris în 1949 și apoi despre Grecia în 1957 sau despre Italia publicat în 1960.

## Opera
- Joachim du Bellay, Firmin-Didot et cie, 1930
- Estaunié, John Charpentier, Francis Ambrière, Firmin-Didot et cie, 1932
- Les grandes vacances, Les Éditions de la nouvelle France, 1946, (reprint Éditions du Seuil, 1956)
- Le solitaire de la Cervara, V. Attinger, 1947
- The exiled, Staples Press, 1951
- Le Maroc, Les Documents d'art, 1952
- Théâtre et collectivité, Flammarion, 1953
- Le Siecle des Valmore, Seuil, 1987 [8]
- Mademoiselle Mars et Marie Dorval: au théâtre et dans la vie, Seuil, 1992
- Talma, ou l'histoire au théâtre, Madeleine Ambrière, Francis Ambrière, Éditions de Fallois, 2007, ISBN: 978-2-87706-638-9